# Parapercis quadrispinosa
Parapercis quadrispinosa és una espècie de peix de la família dels pingüipèdids i de l'ordre dels perciformes.

## Hàbitat i distribució geogràfica
És un peix marí, demersal i de clima tropical, el qual viu a l'oceà Índic: la badia de Bengala i les illes Andaman a l'Índia.

## Observacions
És inofensiu per als humans.